# ANIMAL LIFE
『ANIMAL LIFE』（アニマル ライフ）は、1997年6月25日に発売されたMY LITTLE LOVERがMY LITTLE LOVER featuring AKKO名義でリリースした7枚目のシングル。レーベルはトイズファクトリー。

## 収録曲
1. ANIMAL LIFE 
(作詞:小林武史 & AKKO 作曲・編曲:小林武史) 
 日産自動車「ウイングロード」CMソング。ジャケットには登場していない藤井謙二が全てのギターパートを演奏しており、実に12本ものトラックが収録されていると言う。
2. 雨の音 
(作詞:小林武史 & AKKO 作曲・編曲:小林武史)
3. ANIMAL LIFE (Instrumental) 
(作曲・編曲小林武史)

## 収録アルバム
- NEW ADVENTURE (#1,2、#2はアルバムバージョン)
- singles (#1)
- Best Collection (#1)